# Favaro (Biella)
Il Favaro (Ël Favé in piemontese) è una frazione del comune di Biella situata a 758 m s.l.m..

## Geografia fisica
La frazione è collocata nei pressi della ex SS 144 in corrispondenza di una panoramica sella dello spartiacque tra i bacini dei torrenti Oropa e Oremo.

## Storia

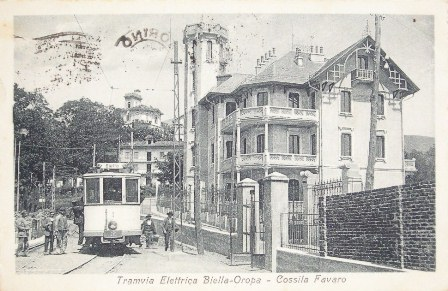
Stazione di Favaro della vecchia tranvia Biella-Oropa

Gli abitanti del Favaro oltre che ad allevamento e agricoltura si dedicavano tradizionalmente all'edilizia ed erano noti come scalpellini specializzati. Poco a monte della frazione sono presenti cave di serpentino, usate in passato per la produzione di pietrisco da destinarsi all'inghiaiamento delle strade. Il Favaro fece parte del comune di Cossila e nel 1940 assieme all'ex-capoluogo venne aggregato al territorio comunale di Biella.

## Edifici di pregio
- Parrocchiale di San Giuseppe: un edificio religioso legato al transito dei pellegrini tra Biella ed Oropa esisteva già al Favaro all'inizio del XVI secolo[7]. La chiesa venne costruita nella sua forma attuale nel 1789 su progetto dell'architetto Maggie[6]; trovandosi a circa metà strada del percorso tra Biella e Oropa veniva spesso visitata dai pellegrini che si recavano al santuario mariano. Venne costituita nel 1821 in parrocchia autonoma[8] ed è tuttora distinta dalle altre parrocchie di Cossila.[9]

## Escursionismo
A est della frazione, nella valle dell'Oropa, transita il sentiero che dal centro di Biella permette di raggiungere a piedi il Santuario di Oropa. Poco più a sud passa anche la settima tappa della GtB (Grande traversata del Biellese).